# Nickel(II)-perchlorat
Nickel(II)-perchlorat ist eine anorganische chemische Verbindung des Nickels aus der Gruppe der Perchlorate.

## Gewinnung und Darstellung
Nickel(II)-perchlorat kann durch Reaktion von Nickel(II)-trifluoracetat und Perchlorsäure mit Trifluoressigsäure bei 25 °C gewonnen werden. Das Hexahydrat kann durch Reaktion von Nickel(II)-hydroxid, Nickel(II)-chlorid oder Nickel(II)-carbonat mit Perchlorsäure gewonnen werden.
{\displaystyle \mathrm {Ni(OH)_{2}+2\ HClO_{4}+4\ H_{2}O\longrightarrow Ni(ClO_{4})_{2}\cdot 6\ H_{2}O} }

## Eigenschaften
Nickel(II)-perchlorat-Hexahydrat ist ein grüner geruchloser kristalliner Feststoff, der sehr gut löslich in Wasser und löslich in vielen organischen Lösungsmitteln ist. Er beginnt sich ab einer Temperatur von 103 °C zu zersetzen. Es existiert neben dem Hexahydrat ebenfalls ein Nonahydrat und ein Tetrahydrat. Mit Pyridinen und anderen Verbindungen bildet es Komplexverbindungen. Das Hexahydrat besitzt eine hexagonale Kristallstruktur mit der Raumgruppe P6/mmm (Raumgruppen-Nr. 191).

## Verwendung
Nickel(II)-perchlorat-Hexahydrat wird zur Herstellung anderer chemischer Verbindungen verwendet. Es wird zum Beispiel als Ausgangsmaterial für homometallische, dreikernige Scorpionatkomplexe in Studien von elektronischen und magnetischen Eigenschaften verwendet. Es dient auch als Detonator in Sprengstoffen.